# Festival Internacional de Cine de Cannes de 2013
El 66° Festival de Cannes se llevó a cabo en Cannes, Francia, del 15 al 26 de mayo de 2013. El director estadounidense Steven Spielberg fue el presidente del jurado de la sección oficial. La cineasta neozelandesa Jane Campion fue  presidenta del jurado de las secciones Cinéfondation y Cortometrajes. La actriz francesa Audrey Tautou fue la anfitriona en las ceremonias inaugural y de clausura.
El festival se abrió con la presentación de El gran Gatsby, dirigida por Baz Luhrmann, y se cerró con Zulu, dirigida por Jérôme Salle.
La francesa La vida de Adèle, del tunecino Abdellatif Kechiche, ganó la Palma de Oro.  En una decisión sin precedentes, el jurado decidió premiar no solo al director sino también a las dos actrices principales de La vie d'Adèle. La mexicana Heli le permitió a Amat Escalante recibir el premio al mejor director.

## Los jurados

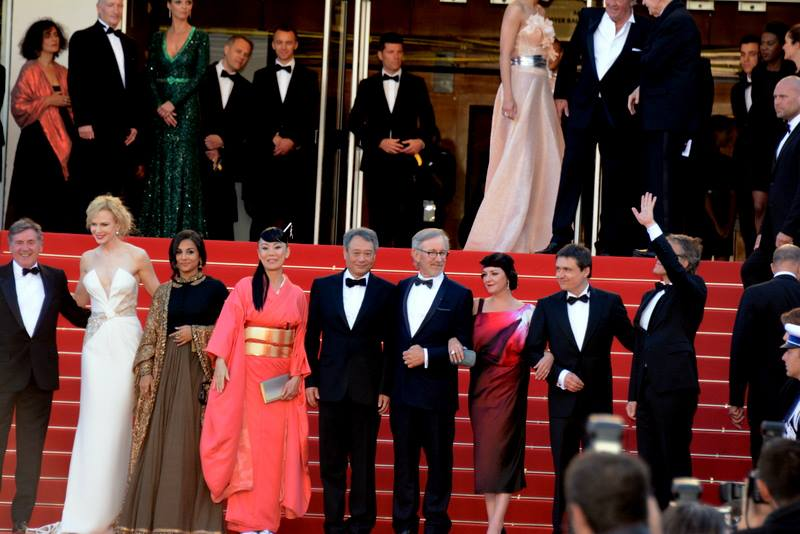
El jurado de la edición del 2013

### Sección oficial
Las siguientes personas fueron nombradas para formar parte del jurado de la competición principal en la edición de 2013:
- Steven Spielberg, director estadounidense (presidente)
- Daniel Auteuil, actor francés
- Vidya Balan, actriz india
- Naomi Kawase, directora japonesa
- Ang Lee, director taiwanés-estadounidense
- Nicole Kidman, actriz australiana
- Cristian Mungiu, director rumano
- Lynne Ramsay, directora escocesa
- Christoph Waltz, actor austríaco-alemán

### Un Certain Regard
Las sigüientes personas fueron nombrados para formar parte del jurado de la sección Un Certain Regard de 2013:
- Thomas Vinterberg, director danés (presidente)
- Zhang Ziyi, actriz china
- Ludivine Sagnier, actriz francesa
- Ilda Santiago, directora del Festival Internacional de Cine de Río de Janeiro
- Enrique González Macho, productor y distribuidor español

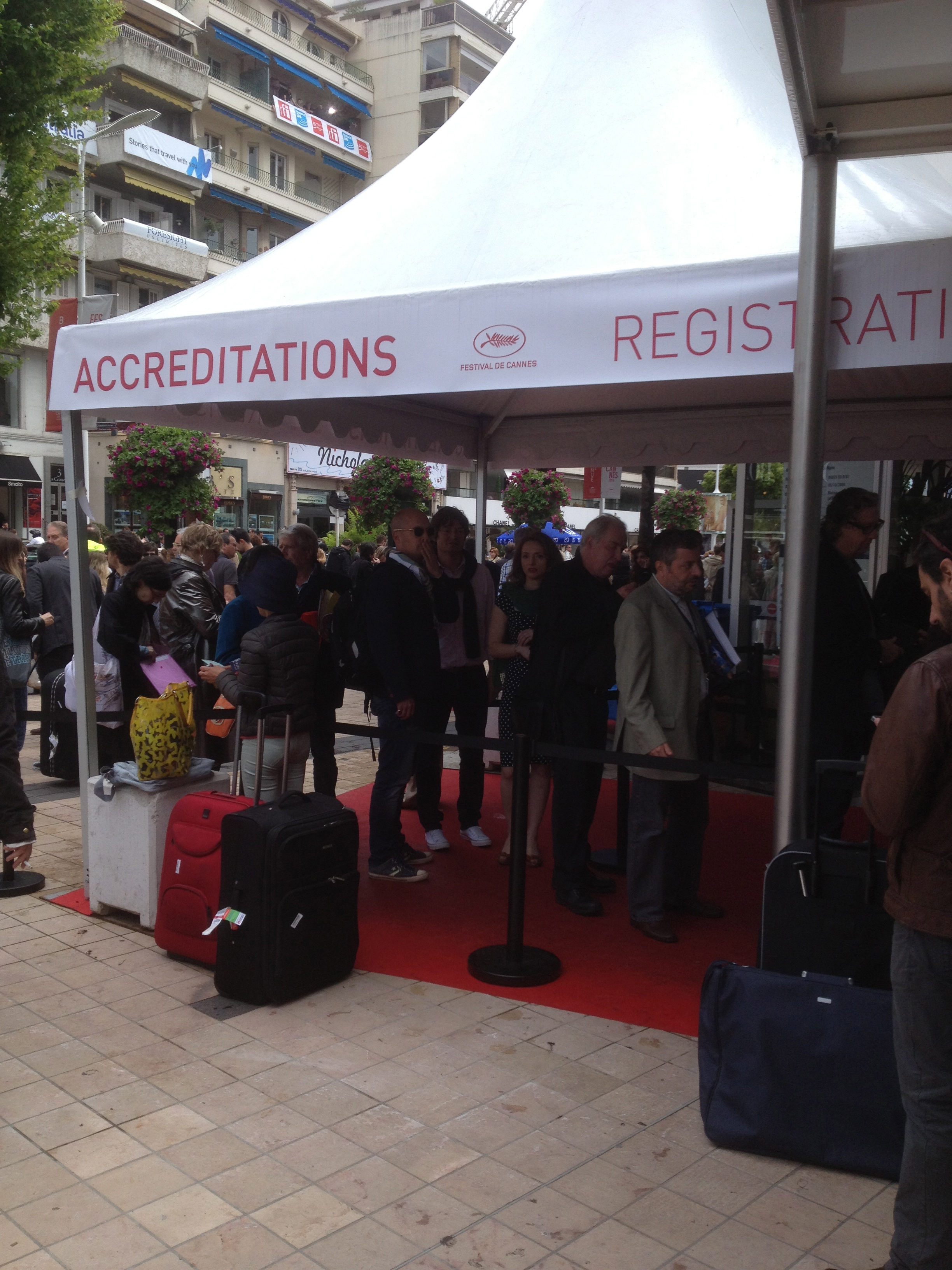
Registro y acreditación a la entrada del festival

### Càmera d'Or
Las sigüientes personas fueron nombrados para formar parte del jurado de la Càmera d'Or de 2013:
- Agnès Varda, director francés (presidente)
- Isabel Coixet, directora española
- Régis Wargnier, director francés
- Chloe Rolland, Sindicato de la Crítica
- Michel Abramowicz, AFC
- Eric Guirado, SRF
- Gwenole Bruneau, FICAM

### Cinéfondation y cortometrajes
Las sigüientes personas fueron nombrados para formar parte del jurado de la sección Cinéfondation y de la competición de cortometrajes:
- Jane Campion, directora neozelandesa (presidente)
- Maji-da Abdi, actriz y directora de cine etíope
- Nicoletta Braschi, actriz y productora italiana
- Nandita Das, actriz y directora india
- Semih Kaplanoğlu, director turco

### Jurados independientes
Las siguientes personas fueron seleccionadas para formar parte del jurado de la Semana Internacional de la Crítica.
Nespresso Grand Prize
- Miguel Gomes, director portugués (presidente)
- Dennis Lim, crítico estadounidense
- Alin Taşçıyan, crítico turco
- Neil Young, crítico británico
- Álex Vicente, periodista español

Premio Discovery al mejor cortometraje
- Mia Hansen-Løve, director francés (presidente)
- Brad Deane, conservador canadiense
- Savina Neirotti, programador de la Biennale College of Cinema
- Johannes Palermos, programador del Festival Internacional de Cine de Estocolmo
- Lorna Tee, productor malayo

Premio France 4 Visionary 
- Mia Hansen-Løve, director francés (presidente)
- Luo Jin, crítico chino
- Eren Odabasi, crítico turco
- Thiago Stivaletti, crítico brasileño
- Simon Pellegry, crítico francés

## Sección oficial
Las siguientes películas compitieron por la Palma de Oro:
| Título en español o internacional | Título original                           | Dirección              | País(es)                     |
| --------------------------------- | ----------------------------------------- | ---------------------- | ---------------------------- |
| Sólo Dios perdona                 | Only God Forgives                         | Nicolas Winding Refn   | Tailandia Francia, Dinamarca |
| La Venus de las pieles            | La Vénus à la fourrure                    | Roman Polanski         | Francia                      |
| A propósito de Llewyn Davis       | Inside Llewyn Davis                       | Joel e Ethan Coen      | Estados Unidos               |
| Borgman                           | Borgman                                   | Alex van Warmerdam     | Países Bajos                 |
| La gran belleza                   | La grande bellezza                        | Paolo Sorrentino       | Italia, Francia              |
| Detrás del candelabro             | Behind the Candelabra                     | Steven Soderbergh      | Estados Unidos               |
| Nebraska                          | Nebraska                                  | Alexander Payne        | Estados Unidos               |
| Joven y bonita                    | Jeune & jolie                             | François Ozon          | Francia                      |
| La vida de Adèle †                | La vie d'Adèle                            | Abdellatif Kechiche    | Francia                      |
| Los protectores (Shield of Straw) | Wara no tate                              | Takashi Miike          | Japón                        |
| De tal padre, tal hijo            | Soshite chichi ni naru                    | Hirokazu Koreeda       | Japón                        |
| Un toque de violencia             | Tian zhu ding                             | Jia Zhangke            | China                        |
| Grigris                           | Grigris                                   | Mahamat Saleh Haroun   | Chad Francia                 |
| El sueño de Ellis                 | The Immigrant                             | James Gray             | Estados Unidos               |
| Heli                              | Heli                                      | Amat Escalante         | México                       |
| El pasado                         | Le passé                                  | Asghar Farhadi         | Francia                      |
| Jimmy P.                          | Jimmy P: Psychotherapy of a Plains Indian | Arnaud Desplechin      | Francia                      |
| Michael Kohlhaas                  | Michael Kohlhaas                          | Arnaud des Pallières   | Francia, Alemania            |
| Un castillo en Italia             | Un château en Italie                      | Valeria Bruni Tedeschi | Francia                      |
| Solo los amantes sobreviven       | Only Lovers Left Alive                    | Jim Jarmusch           | Estados Unidos               |

## Un Certain Regard
Las siguientes películas fueron seleccionadas para competir en Un Certain Regard.
| Título en inglés o internacional | Título original                | Dirección          | País(es)          |
| -------------------------------- | ------------------------------ | ------------------ | ----------------- |
| The Bling Ring                   | The Bling Ring                 | Sofia Coppola      | Estados Unidos    |
| Omar                             | Omar                           | Hany Abu-Assad     | Palestina         |
| Death March                      | Death March                    | Adolfo Alix, Jr.   | Filipinas         |
| Fruitvale Station*               | Fruitvale Station*             | Ryan Coogler       | Estados Unidos    |
| Los canallas                     | Les salauds                    | Claire Denis       | Francia           |
| Norte, the End of History        | Norte, hangganan ng kasaysayan | Lav Diaz           | Filipinas         |
| As I Lay Dying                   | As I Lay Dying                 | James Franco       | Estados Unidos    |
| Miele*                           | Miele*                         | Valeria Golino     | Italia, Francia   |
| El extraño del lago              | L'inconnu du lac               | Alain Guiraudie    | Francia           |
| Bends*                           | Bends*                         | Flora Lau          | Hong Kong         |
| La imagen perdida †              | L'image manquante              | Rithy Panh         | Camboya           |
| La jaula de oro                  | La jaula de oro                | Diego Quemada-Diez | México            |
| Manuscripts Don't Burn           | Dast-Neveshtehaa Nemisoosand   | Mohammad Rasoulof  | Irán              |
| Sarah préfère la course          | Sarah préfère la course        | Chloé Robichaud    | Canadá            |
| Grand Central                    | Grand Central                  | Rebecca Zlotowski  | Francia           |
| Tierra de paprika                | My Sweet Pepperland            | Huner Saleem       | Francia, Alemania |
| Wakolda                          | Wakolda                        | Lucía Puenzo       | Argentina, España |
| Nothing Bad Can Happen*          | Tore tanzt                     | Katrin Gebbe       | Alemania          |

## Fuera de concurso
Las siguientes películas fueron seleccionadas para ser proyectados fuera de competición:
| Título en español o internacional                            | Título original         | Dirección       | País(es)                |
| ------------------------------------------------------------ | ----------------------- | --------------- | ----------------------- |
| Lazos de sangre                                              | Blood Ties              | Guillaume Canet | Francia, Estados Unidos |
| Cuando todo está perdido                                     | All Is Lost             | J. C. Chandor   | Estados Unidos          |
| El último de los injustos                                    | Le dernier des injustes | Claude Lanzmann | Francia                 |
| El gran Gatsby (película elegida para inaugurar el festival) | The Great Gatsby        | Baz Luhrmann    | Estados Unidos          |
| Zulu (película elegida para clausurar el festival)           | Zulu                    | Jérôme Salle    | Francia                 |

Proyecciones Especiales
| Título en español o internacional | Título original | Dirección                                                   | País(es) |
| --------------------------------- | --------------- | ----------------------------------------------------------- | -------- |
| Bombay Talkies                    | Bombay Talkies  | Anurag Kashyap, Karan Johar, Zoya Akhtar y Dibakar Banerjee | India    |

Proyecciones de medianoche
| Título en español o internacional | Título original   | Dirección  | País(es)  |
| --------------------------------- | ----------------- | ---------- | --------- |
| Monsoon Shootout*                 | Monsoon Shootout* | Amit Kumar | India     |
| Blind Detective                   | 盲探              | Johnnie To | Hong Kong |

Tributo a Jerry Lewis
| Título en español o internacional | Título original | Dirección   | País(es)       |
| --------------------------------- | --------------- | ----------- | -------------- |
| Max Rose                          | Max Rose        | Daniel Noah | Estados Unidos |

Proyecciones Especiales
| Título en español o internacional | Título original                      | Dirección                      | País(es)                      |
| --------------------------------- | ------------------------------------ | ------------------------------ | ----------------------------- |
| El gran combate de Muhammad Ali   | Muhammad Ali's Greatest Fight        | Stephen Frears                 | Estados Unidos                |
| Stop the Pounding Heart           | Stop the Pounding Heart              | Roberto Minervini              | Estados Unidos Italia Bélgica |
| Weekend of a Champion             | Weekend of a Champion                | Frank Simon and Roman Polanski | Francia Reino Unido           |
| Seduced and Abandoned             | Seduced and Abandoned                | James Toback                   | Estados Unidos                |
| Mutantes, el regreso. Volumen 1   | Return to the Class of Nuke 'Em High | Lloyd Kaufman                  | Estados Unidos                |
| Bite the Dust                     | Otdat konci                          | Taisia Igumentseva             | Rusia                         |

## Cinéfondation
Las siguientes películas fueron seleccionadas para ser proyectadas a la competición Cinéfondation, que se centra en películas hechas por estudiantes de escuelas de cine. Se seleccionaron las siguientes películas, de más de 1.550 trabajos de 277 escuelas diferentes. 
| Título original               | Director                          | Escuela                       |                                                  |
| ----------------------------- | --------------------------------- | ----------------------------- | ------------------------------------------------ |
| After the Winter              | Au-delà de l'hiver                | Jow Zhi Wei                   | Le Fresnoy, Francia                              |
| Asunción                      | Asunción                          | Camila Luna Toledo            | Pontificia Universidad Católica de Chile, Chile  |
| Babaga                        | בבגה / Babaga                     | Gan de Lange                  | Sam Spiegel Film and Television School, Israel   |
| Danse Macabre                 | Danse Macabre                     | Małgorzata Rżanek             | Academy of Fine Arts in Warsaw, Polonia          |
| Duet                          | دوئت / Duet                       | Navid Danesh                  | Karnameh Film School, Irán                       |
| Exile                         | Exile                             | Vladilen Vierny               | La Fémis, Francia                                |
| Fable of a Blood-Drained Girl | Contrafábula de una niña disecada | Alejandro Iglesias Mendizábal | Centro de Capacitación Cinematográfica, México   |
| Going South                   | Going South                       | Jefferson Moneo               | Columbia University, EE. UU.                     |
| Ham Story                     | O Šunce                           | Eliška Chytková               | Tomas Bata University in Zlín, República Checa   |
| In the Fishbowl               | În acvariu                        | Tudor Cristian Jurgiu         | UNATS, Rumanía                                   |
| The Line                      | 선 / Seon                         | Kim Soo-jin                   | Chung-Ang University, Corea del Sur              |
| The Magnificent Lion Boy      | The Magnificent Lion Boy          | Ana Caro                      | National Film and Television School, Reino Unido |
| Needle                        | Needle                            | Anahita Ghazvinizadeh         | School of the Art Institute of Chicago, EE. UU.  |
| The Norm of Life              | Норма жизни / Norma zhizni        | Evgeny Byalo                  | BKCP, Rusia                                      |
| Pandas                        | Pandy                             | Matúš Vizár                   | FAMU, República Checa                            |
| Stepsister                    | Stepsister                        | Joey Izzo                     | San Francisco State University, EE. UU.          |
| Tomorrow All the Things       | Mañana todas las cosas            | Sebastián Schjaer             | Universidad del Cine, Argentina                  |
| Waiting for the Thaw          | En attendant le dégel             | Sarah Hirtt                   | INSAS, Bélgica                                   |

### Cortometrajes en competición
Los siguientes cortos fueron elegidas para luchar a la Palma de Oro al mejor cortometraje.
| Título original                           | Director                    | País                |
| ----------------------------------------- | --------------------------- | ------------------- |
| 37˚4 S                                    | Adriano Valerio             | Francia             |
| Condom Lead                               | Arab and Tarzan             | Palestina           |
| 隕石とインポテンツ / Inseki to Inpotentsu | Omoi Sasaki                 | Japón               |
| Mont Blanc                                | Gilles Coulier              | Bélgica             |
| بیشتر از دو ساعت / Bishtar Az Do Saat     | Ali Asgari                  | Irán                |
| Olena                                     | Elżbieta Benkowska          | Polonia             |
| Ophelia                                   | Annarita Zambrano           | Francia             |
| 세이프 / Seipeu                           | Moon Byoung-gon             | Corea del Sur       |
| Hvalfjörður                               | Guðmundur Arnar Guðmundsson | Dinamarca, Islandia |

En color, el film ganador

### Cannes Classics
Cannes Classics pone el punto de mira en documentales sobre cine y obras maestras del pasado restauradas.
Tributo
| Título en español | Título original | Director         | País    |
| ----------------- | --------------- | ---------------- | ------- |
| Opium             | Opium           | Arielle Dombasle | Francia |

Documentales sobre el cine
| Título en español            | Título original              | Director       | País        |
| ---------------------------- | ---------------------------- | -------------- | ----------- |
| Con la pata quebrada         | Con la pata quebrada         | Diego Galán    | España      |
| Shepard & Dark               | Shepard & Dark               | Treva Wurmfeld | EE. UU.     |
| A Story of Children and Film | A Story of Children and Film | Mark Cousins   | Reino Unido |

Películas restauradas
| Título en español                      | Título original                     | Director | País                       |
| -------------------------------------- | ----------------------------------- | --- | -------------------------- |
| El aprendizaje de Duddy Kravitz (1974) | The Apprenticeship of Duddy Kravitz | Ted Kotcheff | Canadá                     |
| El sabor del sake (1962)               | 秋刀魚の味 / Sanma no aji           | Yasujirō Ozu | Japón                      |
| La bella y la bestia (1946)            | La Belle et la Bete]]               | Jean Cocteau | Francia                    |
| Charulata (1964)                       | Charulata (1964)                    | Satyajit Ray | India                      |
| Cleopatra (1963)                       | Cleopatra (1963)                    | Joseph L. Mankiewicz                                                                                                   | EE. UU., Reino Unido       |
| Confidencias (1974)                    | Gruppo di famiglia in un interno    | Luchino Visconti | Italia, Francia            |
| El desierto de los tártaros (1976)     | Il deserto dei Tartari              | Valerio Zurlini | Italy, Francia, RFA        |
| Fedora (1978)                          | Fedora (1978)                       | Billy Wilder | EE. UU.                    |
| Goha (1958)                            | Goha (1958)                         | Jacques Baratier | Francia, Túnez             |
| La gran comilona (1973)                | La grande abbuffata                 | Marco Ferreri | Italia, Francia            |
| Hiroshima, mon amour (1959)            | Hiroshima, mon amour (1959)         | Alain Resnais | Francia, Japón             |
| Le Joli Mai (1963)                     | Le Joli Mai (1963)                  | Chris Marker, Pierre Lhomme                                                                                            | Francia                    |
| El último deber (1973)                 | The Last Detail                     | Hal Ashby | EE. UU.                    |
| El último emperador 3D (1987)          | The Last Emperor                    | Bernardo Bertolucci | China, Reino Unido, Italia |
| Lucky Luciano (1973)                   | Lucky Luciano (1973)                | Francesco Rosi | Italia                     |
| A pleno sol (1960)                     | Plein Soleil                        | René Clément | Francia                    |
| La reina Margot (1994)                 | La Reine Margot                     | Patrice Chéreau | Francia                    |
| Los paraguas de Cherburgo (1964)       | Les Parapluies de Cherbourg         | Jacques Demy | Francia                    |
| Visions of Eight (1973)                | Visions of Eight (1973)             | Miloš Forman, Claude Lelouch, Yuri Ozerov Mai Zetterling, Kon Ichikawa, John Schlesinger Arthur Penn, Michael Pfleghar | EE. UU.                    |

 World Cinema Foundation
| Título original                     | Director                       | País            |           |
| ----------------------------------- | ------------------------------ | --------------- | --------- |
| Manila in the Claws of Light (1975) | Maynila sa mga kuko ng liwanag | Lino Brocka     | Filipinas |
| The Wagoner (corto 1963)            | Borom Sarret                   | Ousmane Sembene | Senegal   |

### Cinéma de la Plage
The Cinéma de la Plage es una parte de la sección oficial del festival. Son proyecciones al aire libre en la playa de Cannes y abiertos al público.
| Título en español                                   | Título original                                     | Director                                | País                            |
| --------------------------------------------------- | --------------------------------------------------- | --------------------------------------- | ------------------------------- |
| El gran azul (1988)                                 | Le Grand Bleu                                       | Luc Besson                              | Francia, EE. UU., Italia        |
| Los pájaros (1963)                                  | The Birds                                           | Alfred Hitchcock                        | EE. UU.                         |
| Bollywood: The Greatest Love Story Ever Told (2011) | Bollywood: The Greatest Love Story Ever Told (2011) | Rakeysh Omprakash Mehra, Jeff Zimbalist | India                           |
| El maquinista de La General (1926)                  | The General                                         | Clyde Bruckman, Buster Keaton           | EE. UU.                         |
| Tiburón (1975)                                      | Jaws                                                | Steven Spielberg                        | EE. UU.                         |
| Jour de fête (1949)                                 | Jour de fête (1949)                                 | Jacques Tati                            | Francia                         |
| El terror de las chicas (1961)                      | The Ladies Man                                      | Jerry Lewis                             | EE. UU.                         |
| El hombre mosca (1923)                              | Safety Last!                                        | Fred C. Newmeyer, Sam Taylor            | EE. UU.                         |
| Siméon (1992)                                       | Siméon (1992)                                       | Euzhan Palcy                            | Francia, Guadeloupe, Martinique |
| El hombre de Río (1963)                             | L'homme De Rio                                      | Philippe De Broca                       | Italia, Francia                 |

## Secciones paralelas

### Quincena de Realizadores
Las siguientes películas fueron exhibidas en la Quincena de Realizadores de 2012 (Quinzaine des Réalizateurs):
Largometrajes
| Título en español o internacional    | Título original                    | Dirección            | País(es)                  |
| ------------------------------------ | ---------------------------------- | -------------------- | ------------------------- |
| A Strange Course of Events           | A Strange Course of Events         | Raphaël Nadjari      | Israel, Francia           |
| Les Apaches                          | Les Apaches                        | Thierry de Peretti   | Francia                   |
| Até Ver a Luz                        | Até ver a luz                      | Basil da Cunha       | Suiza                     |
| Blue Ruin                            | Blue Ruin                          | Jeremy Saulnier      | Estados Unidos            |
| El congreso                          | The Congress                       | Ari Folman           | Israel, Alemania, Polonia |
| La danza de la realidad              | La danza de la realidad            | Alejandro Jodorowsky | Francia                   |
| L'Escale*                            | L'Escale*                          | Kaveh Bakhtiari      | Suiza, Francia            |
| La Fille du 14 Juillet*              | La Fille du 14 Juillet*            | Antonin Peretjako    | Francia                   |
| Henri                                | Henri                              | Yolande Moreau       | Francia                   |
| Ilo Ilo*                             | Ilo Ilo*                           | Anthony Chen         | Singapur                  |
| Jodorowsky's Dune                    | Jodorowsky's Dune                  | Franck Pavich        | Francia                   |
| Los últimos días en Marte*           | Last Days on Mars                  | Ruairi Robinson      | Reino Unido               |
| Guillaume y los chicos, ¡a la mesa!* | Les garçons et Guillaume, à table! | Guillaume Gallienne  | Francia                   |
| Magia, magia                         | Magic, Magic                       | Sebastián Silva      | Estados Unidos            |
| On the Job                           | On the Job                         | Erik Matti           | Filipinas                 |
| The Selfish Giant                    | The Selfish Giant                  | Clio Barnard         | Reino Unido               |
| Tip Top                              | Tip Top                            | Serge Bozon          | Francia                   |
| Ugly                                 | Ugly                               | Anurag Kashyap       | India                     |
| Un Voyageur                          | Un Voyageur                        | Marcel Ophüls        | Francia                   |
| El verano de los peces voladores     | El verano de los peces voladores   | Marcela Said         | Francia, Chile            |
| Somos lo que somos                   | We Are What We Are                 | Jim Mickle           | Estados Unidos            |

Cortometrajes
| Título original                                                            | Director              | País                         |
| -------------------------------------------------------------------------- | --------------------- | ---------------------------- |
| Gambozinos                                                                 | João Nicolau          | Portugal, Francia            |
| Lágy eső                                                                   | Dénes Nagy            | Hungría, Bélgica             |
| Le quepa sur la vilni!                                                     | Yann Le Quellec       | Francia, Bélgica             |
| Man kann nicht alles auf einmal tun, aber man kann alles auf einmal lassen | Marie-Elsa Sgualdo    | Suiza                        |
| O umbra de nor                                                             | Radu Jude             | Rumanía                      |
| Pouco mais de um mês                                                       | André Novais Oliveira | Brasil                       |
| Que je tombe tout le temps?                                                | Eduardo Williams      | Francia                      |
| Solecito                                                                   | Oscar Ruiz Navia      | Colombia, Francia, Dinamarca |
| Swimmer                                                                    | Lynne Ramsay          | Reino Unido                  |

### Semana Internacional de la Crítica
Los siguientes largometrajes fueron seleccionados para ser proyectados para la 50.ª Semana de la Crítica  (50e Semaine de la Critique):
Largometrajes
| Título en español o internacional | Título original               | Dirección                         | País(es)                 |
| --------------------------------- | ----------------------------- | --------------------------------- | ------------------------ |
| Suzanne                           | Suzanne                       | Katell Quillévéré                 | Francia                  |
| For Those in Peril*               | For Those in Peril*           | Paul Wright                       | Reino Unido              |
| Le Démantèlement                  | Le Démantèlement              | Sébastien Pilote                  | Canadá                   |
| The Owners*                       | Los dueños                    | Agustín Toscano, Ezequiel Radusky | Argentina                |
| Nos héros sont morts ce soir*     | Nos héros sont morts ce soir* | David Perrault                    | Francia                  |
| The Lunchbox*                     | Dabba                         | Ritesh Batra                      | India, Francia, Alemania |
| The Major                         | The Major                     | Yuri Bykov                        | Rusia                    |
| Salvo*                            | Salvo                         | Fabio Grassadonia, Antonio Piazza | Italia Francia           |

Cortometrajes
| Título original           | Director         | País              |
| ------------------------- | ---------------- | ----------------- |
| Agit Pop                  | Nicolas Pariser  | Francia           |
| Breathe Me                | Eun-young Han    | Corea del Sur     |
| Komm und spiel            | Daria Belova     | Alemania          |
| La Lampe au beurre de yak | Wei Hu           | China, Francia    |
| Océan                     | Emmanuel Laborie | Francia           |
| The Opportunist           | David Lassiter   | EE. UU.           |
| Pátio                     | Ali Muritiba     | Brasil            |
| Pleasure                  | Ninja Thyberg    | Suecia            |
| Tau Seru                  | Rodd Rathjen     | India, Australia  |
| Vikingar                  | Magali Magistry  | Francia, Islandia |

Presentaciones especiales
| Título en español o internacional | Título original               | Dirección     | País(es)       |
| --------------------------------- | ----------------------------- | ------------- | -------------- |
| Encounters After Midnight*        | Les rencontres d'après minuit | Yann González | Francia        |
| Ain't Them Bodies Saints          | Ain’t Them Bodies Saints      | David Lowery  | Estados Unidos |

## Premios

### Selección oficial

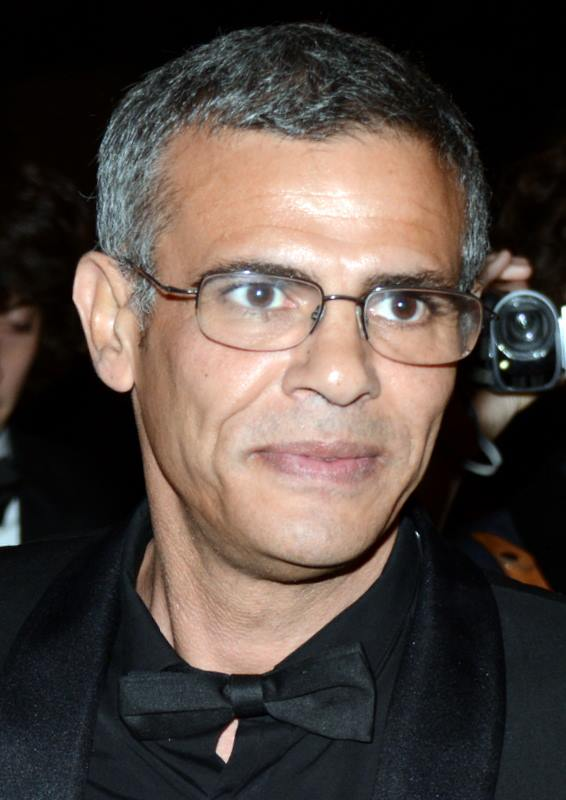
Abdellatif Kechiche, winner of the 2013 Palme d'Or

La Palma de Oro fue para la francesa La vida de Adèle, dirigida por Abdellatif Kechiche. Por primera vez en la competición, el jurado decidió otorgar la Palma de Oro no solo a Kechiche sino también a las actrices que protagonizaron el film: Adèle Exarchopoulos y Léa Seydoux. En una nota periodística de Radio Francia Internacional se afirma que Abdellatif Kechiche rindió homenaje a la "revolución tunecina" y al "derecho a amar libremente"  en el discurso que dio al recibir el galardón. El Gran Premio fue otorgado a Inside Llewyn Jones, de los hermanos Coen, mientras que Bruce Dern y Bérénice Bejo recibieron el premio al mejor actor y a la mejor actriz, respectivamente.
En competición
- Palma de Oro: La vida de Adèle de Abdellatif Kechiche;
  - Palma de Oro honorífico – Adèle Exarchopoulos y Léa Seydoux, por La vida de Adèle
- Gran Premio del Jurado: Inside Llewyn Davis, de los hermanos Coen;
- Premio a la mejor dirección:  Amat Escalante, por Heli;
- Premio al mejor guion: Jia Zhangke, por Un toque de violencia
- Premio a la interpretación femenina: Bérénice Bejo, por El pasado
- Premio a la interpretación masculina: Bruce Dern, por Nebraska;
- Premio del Jurado: De tal padre, tal hijo de Hirokazu Koreeda

Un Certain Regard
- Premio Un Certain Regard: La imagen perdida de Rithy Panh
- Premio del Jurado de Un Certain Regard: Omar de Hany Abu-Assad.
- Premio Un Certain Regard a la mejor direcciónː Alain Guiraudie por El extraño del lago
- Premio a la mejor ópera prima (Premio Avenir)ː Fruitvale Station de Ryan Coogler.
- Premio Un Cierto Talentoː Diego Quemada-Diez, por La jaula de oro.

Càmera d'Or
- Càmera d'Or: Ilo Ilo de Anthony Chen

Cinéfondation
- Primer premio: Needle de Anahita Ghazvinizadeh
- 2º Premio: En attendant le dégel de Sarah Hirtt
- 3º Premio: În acvariu de Tudor Cristian Jurgiu

Cortometrajes
- Palma de Oro al mejor cortometraje: Safe de Moon Byoung-gon
- Mención especial Ex-aequo:
  - Hvalfjordur (Whale Valley) de Guðmundur Arnar Guðmundsson
  - 37°4 S de Adriano Valerio

### Premios independentes
Premios FIPRESCI
- La vida de Adèle de Abdellatif Kechiche (Sección oficial)[33]
- Manuscripts Don't Burn de Mohammad Rasoulof (Un Certain Regard)
- Blue Ruin de Jeremy Saulnier (Quincena de Realizadores)

Premio Vulcain al Artista Técnico
- Premio Vulcain: Antoine Héberlé (director de fotografía) or Grigris

Jurado Ecuménico
- Premio del Jurado Ecuménico: El pasado de Asghar Farhadi
- Premio del Jurado Ecuménico - Mención especial: Miele de Valeria Golino y De tal padre, tal hijo de Hirokazu Koreeda

Premios de la Semana Internacional de la Crítica
- Gran Premio Nespresso: Salvo de Fabio Grassadonia y Antonio Piazza
- Premio France 4: Salvo de Fabio Grassadonia y Antonio Piazza
- Mención especialː Los Dueños de Agustín Toscano y Ezequiel Radusky
- Premio Discovery al mejor corto: Come and Play de Daria Belova
- Primero Canal+ de cortimetrajes: Pleasure de Ninja Thyberg

Quincena de Realizadores
- Premio Art Cinema: Guillaume y los chicos, ¡a la mesa! de Guillaume Gallienne
- Europa Cinemas: The Selfish Giant de Clio Barnard
- Premio SACD: Guillaume y los chicos, ¡a la mesa! de Guillaume Gallienne
- Premier Prix Illy al mejor director de un corto:  A Wild Goose Chase de Joao Nicolau
- Mención especial: About a Month de Andre Novais Oliveira

Association Prix François Chalais
- Premio François Chalais: Grand Central de Rebecca Zlotowski

Jurado Queer Palm
- Premio Queer Palm: El extraño del lago de Alain Guiraudie

Jurado del Premio Palm Dog
- Premio Palm Dog - Baby Boy en Behind the Candelabra